# أوزو أدوبا
اوزو ادوبا (بالإنجليزية: Uzo Aduba)‏ هي ممثلة أمريكية بدأت مسيرتها الفنية عام 2003. اشتهرت بأدائها دور سوزان وارن «مجنونة العيون» في المسلسل التلفزيوني البرتقالي هو الأسود الجديد (2013 حتى الآن) من إنتاج شركة نيتفليكس، وفازت سنة 2014 على هذا الدور بجائزة إيمي لأفضل ممثلة مدعوة.

## أعمالها

### أفلام
| سنة  | عنوان                        | دور                     | ملاحظات         |
| ---- | ---------------------------- | ----------------------- | --------------- |
| 2015 | Pearly Gates                 | Corrie                  |                 |
| 2016 | ألفين والسناجب :رقاقة الطريق | إدارة أمن النقل Officer | Cameo           |
| 2016 | Tallulah                     | Detective Louisa Kinnie |                 |
| 2016 | American Pastoral ‏           | Vicky                   |                 |
| 2016 | Showing Roots                | Pearl                   |                 |
| 2017 | ماي ليتل بوني: الفيلم        | Queen Novo (voice)      |                 |
| 2018 | Candy Jar                    | Julia Russell           |                 |
| 2018 | We Are Boats                 | Sir                     |                 |
| 2019 | Beats                        | Carla Monroe            |                 |
| 2019 | Miss Virginia ‏               | Virginia Walden         |                 |
| 2020 | Really Love                  |                         | Post-production |

### تلفزيون
| سنة          | عنوان                                     | دور                          | ملاحظات                                                        |
| ------------ | ----------------------------------------- | ---------------------------- | -------------------------------------------------------------- |
| 2008-2010    | In Treatment                              | د. بروك تيلور                |                                                                |
| 2012         | الدماء الزرقاء                            | Nurse                        | Episode: "Nightmares"                                          |
| 2013         | How to Live Like a Lady                   | Acting Teacher               | Television film                                                |
| 2013–2019    | البرتقالي هو الأسود الجديد                | Suzanne "Crazy Eyes" Warren ‏ | 82 episodes                                                    |
| 2014         | ساترداي نايت لايف                         | Daughter Dudley              | Episode: "Woody Harrelson/Kendrick Lamar"                      |
| 2015         | Comedy Bang! Bang! ‏                       | Herself                      | Episode: "Uzo Aduba Wears a White Blouse and Royal Blue Heels" |
| 2015         | The Wiz Live!                             | غليندا                       | Television special                                             |
| 2016–2019    | ستيفن البطل                               | Bismuth (voice)              | 9 episodes                                                     |
| 2018–2019    | 3Below: Tales of Arcadia                  | Officer Kubritz (voice)      | 11 episodes                                                    |
| 2018–present | ميراكيولوس: مغامرات الدعسوقة والقط الأسود | Nora Césaire/Anansi (voice)  | 4 episodes                                                     |
| 2019         | Steven Universe: The Movie                | Bismuth (voice)              | Television film                                                |
| 2020         | Steven Universe Future                    | Bismuth (voice)              | Episode: "Bismuth Casual"                                      |
| 2020         | Mrs. America ‏                             | شيرلي تشيشولم                | Miniseries                                                     |
| 2020         | Americanah                                | Aunty Uju                    | Upcoming miniseries                                            |
| 2025         | The residence                             | المحققة كورديليا كوب         | 8 حلقات على نتفلكس.                                            |

## وصلات خارجية
- أوزو أدوبا على موقع IMDb (الإنجليزية)
- أوزو أدوبا على موقع روتن توميتوز (الإنجليزية)
- أوزو أدوبا على موقع ميوزك برينز (الإنجليزية)
- أوزو أدوبا على موقع أول موفي (الإنجليزية)
- أوزو أدوبا على موقع قاعدة بيانات برودواي على الإنترنت (الإنجليزية)
- أوزو أدوبا على موقع قاعدة بيانات الفيلم (الإنجليزية)